# De Montpellier

Wapen van de familie de Montpellier

De Montpellier, ook de Montpellier d'Annevoie en de Montpellier de Vedrin, is een Belgische adellijke familie.

## Geschiedenis
- In 1743 werd erfelijke adel verleend door keizerin Maria-Theresia aan de broers Charles de Montpellier, heer van Annevoie en André de Montpellier.

## Genealogie
- Charles de Montpellier (1717-1807) (zie hierboven), x Marie-Thérèse Vivier († 1789)
  - Nicolas de Montpellier (1755-1813), x Anne de Neyboom (1769-1829)
    - Frédéric de Montpellier d'Annevoie (zie hierna)

  - Jean-François de Montpellier (1758-1819), x Catherine de Séverin († 1819)
    - Alphonse de Montpellier (zie hierna)
    - Constant de Montpellier (zie hierna)
    - Théodore de Montpellier (zie hierna)

## Frédéric de Montpellier
- Frédéric Adrien Constant Ghislain de Montpellier d'Annevoie (Bioul, 25 september 1797 - Annevoie-Rouillon, 3 september 1877), burgemeester van Annevoie, trouwde in Namen in 1827 met Pauline Mohimont (1805-1883). Ze kregen vijf kinderen. 
  - Charles de Montpellier (1828-1907), burgemeester van Annevoie, trouwde in Gent in 1855 met Alix Vergauwen (1835-1895). Ze kregen zeven kinderen.
    - Joseph de Montpellier (1861-1928), burgemeester van Annevoie, trouwde met Jeanne de Lhoneux (1866-1938). Ze kregen vier kinderen. Met afstammelingen tot heden.

  - Gustave de Montpellier d'Annevoie (1830-1906) trouwde in Arbre in 1860 met Flore de Montpellier (1831-1886). Ze kregen zeven kinderen. Met afstammelingen tot heden.
  - Jules de Montpellier d'Annevoie (1838-1908), volksvertegenwoordiger, burgemeester van Denée, trouwde in 1869 in Luik met Céline de Donnea (1843-1911).
    - Frédéric de Montpellier (1872-1957), burgemeester van Denée, provincieraadslid, Trouwde in Annevoie in 1904 met Jeaznne de Montpellier d'Annevoie (1870-1953).
      - Gérard de Montpellier d'Annevoie (1906-1987) trouwde in 1948 met gravin Jacqueline Hennequin de Viollermont (1922- ) en ze hadden vier kinderen, met afstammelingen tot heden. Hij was doctor in de wijsbegeerte en in de pedagogische wetenschappen, hoogleraar aan de UCL en lid van de Koninklijke Academie van België.
      - Charles de Montpellier (1907- ), procureur des Konings in Namen, trouwde in Corroy-le-Grand in 1934 met Marie de Dorlodot (1913-1992). Ze hadden drie zoons, met afstammelingen tot heden.
      - Jules de Montpellier d'Annevoie (1909- ), burgemeester van Denée en voorzitter van de Touring Club van België, trouwde in 1934 met Gabrielle de Pierpont (1911-), dochter van volksvertegenwoordiger Edouard de Pierpont. Met afstammelingen tot heden.

## Alphonse de Montpellier
- Alphonse Alexis de Montpellier (Vedrin, 10 oktober 1802 - Namen, 6 januari 1884), burgemeester van Vedrin en provincieraadslid, trouwde in Wierde in 1825 met Constance de Moreu (1804-1841). Ze kregen vijf kinderen.
  - Charles de Montpellier (1830-1914), trouwde in 1860 met Adeline vanden Berghe (1836-1871) en ze kregen zeven kinderen. Hij werd gouverneur van Antwerpen en kreeg in 1896 de titel baron, overdraagbaar bij eerstgeboorte.
    - Alphonse de Montpellier de Vedrin (1867-1930) trouwde in 1893 met Emilie de Cartier de Marchienne (1872-1925). Met afstammelingen tot heden.
    - Adrien de Montpellier de Vedrin (1871-1946), volksvertegenwoordiger, vicevoorzitter van de provincieraad van Namen, gemeenteraadslid van Vedrin, trouwde in 1905 met Ghislaine Auvray (1883-1908), hertrouwde in 1911 met Marie-Antoinette David (1873-1919) en trad in derde huwelijk in 1921 met Louise de Mangin Fondragon (1881-1977). Van de zeven kinderen uit deze drie huwelijken, was er slechts één zoon die trouwde en drie dochters kreeg. Deze familietak is dus voorbestemd om uit te doven.

## Constant de Montpellier
Henri Constant de Montpellier (Namen, 1 mei 1804 - Vedrin, 3 februari 1877), commandant van de Naamse vrijwilligers in 1830, burgemeester van Vedrin, kolonel van de Burgerwacht in Namen, provincieraadslid voor Namen, werd in 1847 erkend in de erfelijke adel. Hij trouwde in 1835 in Yvoir met Henriette de Wilmet (1813-1861). Ze kregen een enige dochter, die met baron Leopold de Woelmont trouwde.

## Théodore de Montpellier
Théodore Alexis Joseph de Montpellier (Vedrin, 24 mei 1807 - Luik, 24 augustus 1879) was doctor in de godgeleerdheid en werd bisschop van Luik. Hij werd in 1847 erkend in de erfelijke adel.